# هيو ميلر
هيو ميلر (بالإنجليزية: Hugh Miller)‏ (و. 1802 – 1856 م) هو جيولوجي، وكاتب، من المملكة المتحدة، توفي في إدنبرة، عن عمر يناهز 54 عاماً.

## روابط خارجية
- هيو ميلر على موقع الموسوعة البريطانية (الإنجليزية)